# مانتاچی (میسیسیپی)
مانتاچی (به انگلیسی: Mantachie) شهرکی در ایالت میسیسیپی کشور ایالات متحده آمریکا است که جمعیت آن در سرشماری سال ۲۰۱۰ میلادی، ۱٬۱۴۴
نفر بوده‌است.